# Antonio Pampliega Rodríguez
Antonio Pampliega (Madrid, 1982) és un periodista i corresponsal de guerra freelance.